# Halide Edib Adivar

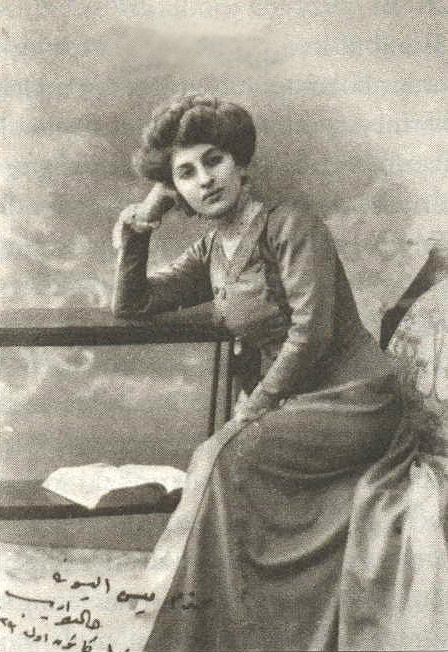
Foto van de jonge Halide Edib

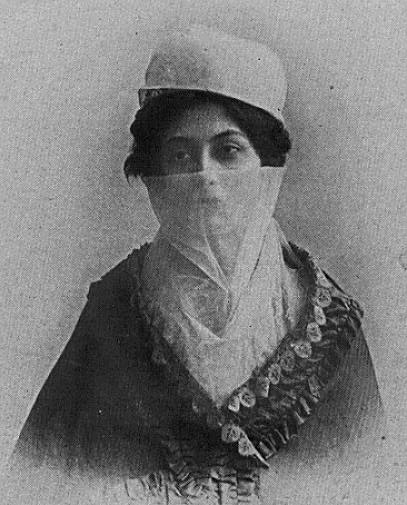
Halide Edib in een typisch Turkse stijl sluier, 1917

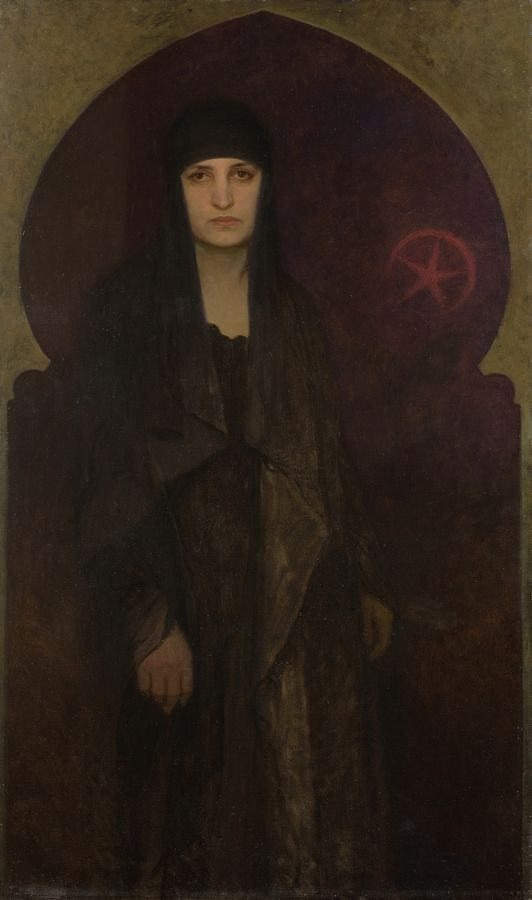
Halide Edib Adıvar geschilderd door Alfons Mucha in 1928

Halide Edib Adıvar (Osmaans Turks: خالده اديب) (Constantinopel, 11 juni 1884 – aldaar, 9 januari 1964) was een Turkse romanschrijfster, nationalist, onderwijzeres en politiek activiste voor de vrouwenrechten. Ze was vooral bekend om haar romans waarin ze de lage sociale status van Turkse vrouwen bekritiseerde en wat ze uit haar observatie zag als het gebrek aan interesse van de meeste vrouwen om hun situatie te veranderen.

## Biografie
Halide Edib werd in 1884 geboren in Constantinopel (Istanboel) (Ottomaanse Rijk) in een familie uit de hogere klasse. Haar vader was een secretaris van de Ottomaanse sultan Abdülhamit II. Halide Edib kreeg thuis les van privéleraren van wie ze Europese en Ottomaanse literatuur, religie, filosofie, sociologie, pianospel, Engels, Frans en Arabisch leerde. Ze leerde Grieks van haar buren en door kort naar een Griekse school in Constantinopel te gaan. Ze ging in 1893 een korte periode naar het American College for Girls. In 1897 vertaalde ze de roman Mother van de Amerikaanse schrijver Jacob Abbott, waarvoor de sultan haar de Orde van Liefdadigheid (Şefkat Nişanı) toekende. Ze ging van 1899 tot 1901 opnieuw naar het American College, waar ze afstudeerde. Het huis van haar vader was een centrum van intellectuele activiteit in Constantinopel en zelfs als kind nam Halide Edib deel aan het intellectuele leven van de stad.
Na haar afstuderen, trouwde ze met de wiskundige en astronoom Salih Zeki Bey, die meer dan twee keer haar leeftijd was. Met haar man kreeg ze ze twee zonen. Ze had geen gelukkig huwelijk. Daarom stortte ze zich op haar intellectuele activiteiten en begon in 1908 artikelen te schrijven over onderwijs en over de status van vrouwen voor de krant Tanin van Tevfik Fikret en het vrouwenblad Demet. Ze publiceerde haar eerste roman, Seviye Talip, in 1909. Vanwege haar artikelen over onderwijs huurde het ministerie van Onderwijs haar in om meisjesscholen in Constantinopel te hervormen. Ze werkte samen met Nakiye Hanım aan pedagogische veranderingen en doceerde ook pedagogiek, ethiek en geschiedenis op verschillende scholen. Vanwege een meningsverschil met het ministerie over moskeescholen nam ze ontslag.
Toen haar man Salih Zeki Bey met nog een tweede vrouw wilde trouwen, kon ze dit niet accepteren. Aangezien Turkse vrouwen in die tijd zelf niet het recht hadden om te scheiden, kreeg ze haar man zover om van haar te scheiden in 1910. Haar huis werd een intellectuele salon, vooral voor diegenen die geïnteresseerd zijn in nieuwe concepten van Turksheid. Ze raakte betrokken bij de NGO "Turkse Haarden" (Türk Ocağı) in 1911 en werd het eerste vrouwelijke lid in 1912. Ze was ook een van de oprichters van de vrouwenorganisatie Taali-i Nisvan.
Halide Edib raakte bevriend met de Armeense priester, muzikant Komitas. Komitas was meerdere keren uitgenodigd om bij haar thuis te zingen. Terwijl Halide Edib persoonlijk vriendelijk tegen hem was, beschreef ze in haar geschriften Komitas en zijn muziek als "Anatolisch" in plaats van Armeens. Ze beweerde dat zijn muziek was gestolen van Turken en dat hij "de woorden gewoon in Armeens veranderde". Bovendien geloofde ze dat zijn ouders "waarschijnlijk van Turkse afkomst" waren en dat "hij een Armeense nationalist was, of zijn afkomst nu Turks of Armeens was, maar in temperament en hart was hij een echte Anatolische Turk, zij het onbewust."

### Tijdens deEerste Wereldoorlog
Ze hertrouwde in 1917 met Dr. Adnan (later Adıvar) en het jaar daarop nam ze een baan als docent literatuur aan de Letterenfaculteit van de Universiteit van Istanboel. Het was gedurende deze tijd dat ze steeds actiever werd in de Turkse nationalistische beweging, beïnvloed door de ideeën van Ziya Gökalp. In 1916-1917 trad ze op als Ottomaanse inspecteur voor scholen in Damascus, Beiroet en het Collège Saint Joseph in het gouvernement Libanongebergte. Onder de leerlingen van deze scholen bevonden zich honderden Armeense, Arabische, Koerdische en Turkse wezen. In de loop van de Armeense Genocide en onder leiding van Halide Edib Adıvar en Djemal Pasha, een van de drie pasja's die de Armeense genocide organiseerden, werden ongeveer 1.000 Armeense en 200 Koerdische kinderen "verturkt" in het Collège Saint Joseph in Aintoura.
Halide Edibs verslag van haar inspecteurschap benadrukt haar humanitaire inspanningen en haar strijd om het geweld van de situatie te verwerken. Echter, een Amerikaanse getuige beschreef haar in de The New York Times als "deze kleine vrouw die zo vaak opschept over haar Amerikaanse idealen van vrouwelijkheid en waar haar westerse vrienden zoveel van maken", en beschuldigde Halide Edib van "rustig plannen met Djemal Pasha's vormen van menselijke martelingen voor Armeense moeders en jonge vrouwen" en het op zich nemen van "de taak om van hun weeskinderen Turken te maken". Robert Fisk schreef dat Halide Edib "hielp om dit weeshuis van terreur te runnen waarin Armeense kinderen systematisch van hun Armeense identiteit werden beroofd en nieuwe Turkse namen kregen, gedwongen moslim te worden en werden geslagen als ze Armeens spraken". Professor in mensenrechtenstudies Keith David Watenpaugh vergeleek de behandeling van niet-Turkse weeskinderen door Halide Edib en Djemal Pasha met de Amerikaanse en Canadese scholen voor Indiaanse kinderen die met geweld werden geassimileerd en vaak werden misbruikt. Hij schreef dat Edib in haar geschriften een sterke haat jegens de Armeniërs toonde, hen afschilderde als "een mythische en existentiële vijand van de Ottomanen" en zelfs beweerde dat er bloedlaster en kinderkannibalisme was, vergelijkbaar met die in antisemitisme. Ze beweerde ook een samenzwering om Turkse kinderen in Armeniërs te veranderen, "waardoor de beschuldigingen die tegen haar werden geuit voor haar werk in Antoura de schuld van de Armeniërs zelf was".
Ondanks haar rol in de weeshuizen in Antoura, betuigde Halide Edib haar medeleven met de Armeniërs met betrekking tot het bloedvergieten en wekte de woede van de leden van het Comité voor Eenheid en Vooruitgang die vroegen om haar te straffen. Talaat Pasha weigerde hier op in te gaan en zei: "Ze dient haar land op de manier waarop ze gelooft. Laat haar haar mening uiten, ze is oprecht." Een Amerikaanse Hoge Commissaris noemt haar een "chauvinist" en iemand die "probeert Turkije te rehabiliteren." Aan de andere kant zegt de Duitse historicus Hilmar Kaiser: "En zelfs als je een Turkse nationalist bent, maakt dat je nog geen moordenaar. Er waren mensen die beroemde Turkse nationalisten waren zoals Halide Edib; ze pleitte voor assimilatie van Armeniërs maar ze was zeer fel gekant tegen elke vorm van moord." Op 21 oktober 1918 schreef Halide Edib een artikel in de krant Vakit waarin zij de bloedbaden veroordeelde: "We hebben de onschuldige Armeense bevolking afgeslacht ... We hebben geprobeerd de Armeniërs uit te roeien met methoden die tot de middeleeuwen behoren".
Van 1919 tot 1920 was ze een van de medewerkers van Büyük Mecmua, een weekblad opgericht ter ondersteuning van de Turkse onafhankelijkheidsoorlog.

### Tijdens deTurkse Onafhankelijkheidsoorlog
Na de nederlaag van het Ottomaanse Rijk in de Eerste Wereldoorlog, werd Constantinopel bezet door Britse troepen en bondgenoten bezetten verschillende delen van het rijk. Mustafa Kemal (de latere Atatürk) begon het verzet tegen de bezetting te organiseren. In de maanden maart en mei van 1919 was Halide Edib betrokken bij de protestdemonstraties in Istanbul in de wijk Sultanahmet, die door Turkse burgerorganisaties georganiseerd waren. Er werd geprotesteerd tegen de bezetting van het Ottomaanse rijk en de Griekse bezetting van İzmir. Halide Edib hield hierbij een toespraak voor de Turkse demonstranten.
Halide Edib verwierf in Istanbul een reputatie als een "vuurhaard en een gevaarlijke agitator". De Britten probeerden haar en verschillende andere leiders in maart 1920 naar Malta te verbannen. Halide Edib vluchtte samen met haar man naar Anatolië om zich aan te sluiten bij het Turkse Nationale Verzet. Op weg naar Ankara ontmoette ze Yunus Nadi, een journalist die had besloten zich bij de Nationalisten aan te sluiten. Tijdens een bijeenkomst op het treinstation van Geyve, op 31 maart 1920, waren ze het eens over het belang van het informeren van de internationale publieke opinie over de ontwikkelingen rond de Turkse Bevrijdingsoorlog en besloten ze de nationale strijd te helpen door een persbureau op te richten. Ze werden het eens over de naam Anadolu Ajansı.
Tijdens de Grieks-Turkse Oorlog (1919-1922) kreeg ze de rang van eerste korporaal en vervolgens sergeant in het nationalistische leger. Ze reisde naar de fronten, werkte in het hoofdkwartier van İsmet Pasha, commandant van het Westelijk Front en schreef haar indrukken van de verschroeide aarde-tactiek van het binnenvallende Griekse leger en de Griekse gruweldaden in West-Anatolië in haar boek "The Turkish Ordeal".

### Na-oorlogse periode
Na de oprichting van de Turkse republiek nam haar echtgenoot zitting in het Turks parlement. Halide Edib zette zich in voor de vrouwenrechten in Turkije. De vrouwenorganisatie, waar ze een vooraanstaand lid van was, richtte op 15 juni 1923 de Vrouwenvolkspartij (Kadınlar Halk Fırkası) op. Samen met de andere leden van de Vrouwenvolkspartij begon Halide Edib zich toen te ijveren voor politieke rechten voor vrouwen, zoals de invoering van het vrouwenkiesrecht in Turkije. Halide Edib onderhield hierbij contacten met president Mustafa Kemal Atatürk. In het begin vond Atatürk het nog te vroeg voor het vrouwenkiesrecht. Op den duur zou het kiesrecht voor vrouwen in 1930 dan toch ingevoerd worden. In 1934 konden vrouwen zich ook verkiesbaar stellen voor de parlementsverkiezingen. Halide Edib zou dit echter niet meemaken.
In 1926 werd er een poging tot een moordaanslag op Atatürk ontdekt in de stad İzmir en verijdeld. President Atatürk vermoedde dat zijn politieke tegenstanders hier achter zaten en hij liet hen een voor een oppakken. Ook de man van Halide Edib werd toen beschuldigd van verraad. Zij en haar man vluchtten daarom naar Europa. Ze woonden van 1926 tot 1939 in Frankrijk en het Verenigd Koninkrijk. Halide Edib reisde veel en gaf herhaaldelijk les in de Verenigde Staten en India. Ze verzamelde haar indrukken van India als een Britse kolonie in haar boek "Inside India". Na Atatürks overlijden keerde ze samen met haar man in 1939 terug naar Turkije.
In Turkije werd ze professor Engelse literatuur aan de Letterenfaculteit van de universiteit van Istanbul. In 1950 werd ze verkozen tot het Turkse parlement. Dit was de enige formele politieke functie die ze ooit bekleedde tot ze aftrad in 1954. In 1955 kwam haar echtgenoot te overlijden, waar ze heel geschokt van werd. Halide Edib stierf op 9 januari 1964 op 80-jarige leeftijd in Istanbul als gevolg van nierfalen. Ze werd begraven op de Merkezefendi begraafplaats naast haar echtgenoot.

## Trivia
In 1991 werd een inslagkrater op de planeet Venus naar haar vernoemd.
- Biblioteca Nacional de España: XX5004842
- Bibliothèque nationale de France: cb121362278 (data)
- CiNii: DA0655596X
- Gemeinsame Normdatei: 118846450
- International Standard Name Identifier: 0000 0001 1838 7993
- Library of Congress Control Number: n80040184
- Bibliotheek van het Japanse parlement: 00521388
- Nationale Bibliotheek van Tsjechië: ola2002140425
- Nationale Bibliotheek van Israël: 987007271772205171
- Nationale Bibliotheek van Polen: a0000002074633
- Nederlandse Thesaurus van Auteursnamen: 070984328
- SNAC: w6br9z2d
- Système universitaire de documentation: 02981572X
- TDVİA: adivar-halide-edip
- Trove: 784941
- Virtual International Authority File: 54945542
- WorldCat: E39PBJkp7TdbWB7PrRdDD6RVG3